# Ernobius pruinosus
Ernobius pruinosus är en skalbaggsart som först beskrevs av Étienne Mulsant och Claudius Rey 1863.  Ernobius pruinosus ingår i släktet Ernobius, och familjen trägnagare. Arten är reproducerande i Sverige.